# Luc Van der Kelen
Luc Van der Kelen (né à Boom en juin 1948) est un journaliste du quotidien flamand Het Laatste Nieuws.

## Formation
Luc Van der Kelen a suivi les humanités classiques à l'Athénée de Boom et a ensuite été étudier l'histoire à l'Université de Gand. 

## Carrière
Il travaille depuis 1972 au quotidien libéral laïc Het Laatste Nieuws (HLN). dans un premier temps, il travaillait pour l'édition anversoise de HLN, De Nieuwe Gazet, dont il est devenu rédacteur en chef en 1991 mais en 1995 il est devenu chef de la rédaction politique et commentateur politique au siège bruxellois de HLN. Depuis 1990, il écrit un éditorial quotidien à raison de 275 annuellement. 

## B Plus
Van der Kelen est membre du conseil d'administration du mouvement antiséparatiste belge B Plus qui réunit des individus au-delà des frontières de partis et de communautés linguistiques.